# Cartivelios
Cartivelios (latinisé en Cartivellaunus) est un roi celte brittonique qui régnait au Ier siècle apr. J.-C. sur le peuple des Coritani, dans les Midlands de l'Est de l’actuelle Angleterre. 

## Protohistoire
Selon des inscriptions monétaires, Cartivelios semble avoir été un « client » ou un subordonné de Volisios
Les Coritani étaient un puissant peuple de culture brittonique localisé, selon Venceslas Kruta, dans le Lincolnshire, le Leicestershire, le Nottinghamshire et partiellement le Humberside. Ils avaient pour voisins les Brigantes au nord, les Icéniens et les Catuvellauni au sud. Les Coritani ont très rapidement frappé et adopté le monnayage, puisque la période d’émission va de 70 av. J.-C. à 45 apr. J.-C.

### Sources
- Venceslas Kruta, Les Celtes, Histoire et Dictionnaire, Éditions Robert Laffont, coll. « Bouquins », Paris, 2000,  (ISBN 2-7028-6261-6).
- John Haywood (intr. Barry Cunliffe, trad. Colette Stévanovitch), Atlas historique des Celtes, éditions Autrement, Paris, 2002,  (ISBN 2-7467-0187-1).
- Consulter aussi la bibliographie sur les Celtes.